# Capsicum lycianthoides
Capsicum lycianthoides är en potatisväxtart som beskrevs av Friedrich August Georg Bitter. Capsicum lycianthoides ingår i släktet spanskpepparsläktet, och familjen potatisväxter. Inga underarter finns listade i Catalogue of Life.